# Гипоксантин-гуанинфосфорибозилтрансфераза
Гипоксантин-гуанинфосфорибозилтрансфераза (ГГФТ) — фермент пуринового обмена эукариот. У людей дефект данного фермента вызывает развитие синдрома Лёша — Нихена.

## Синтез
Ген ГГФТ состоит из 9 экзонов, которые занимают участок около 44 килобаз на X-хромосоме. После трансляции образуется тетрамер, состоящий из 217 аминокислот и имеющий молекулярный вес 24 кД. Кофактором фермента служат ионы магния.

## Функции
Гипоксантин-гуанинфосфорибозилтрансфераза катализирует образование ИМФ и ГМФ из гипоксантина и гуанина. Эта реакция, наряду с аденинфосфорибозилтрансферазной, является реакцией «запасного» пути синтеза пуриновых нуклеотидов.